# Strikeforce Challengers: Wilcox vs. Damm
Strikeforce Challengers: Wilcox vs. Damm foi um evento de artes marciais mistas promovido pelo Strikeforce. O décimo quinto episódio do Challengers ocorreu em 1 de abril de 2011 no Stockton Arena em Stockton, California.

## Background
Esse foi o primeiro evento do Strikeforce organizado pela Zuffa. Por isso, foi também o primeiro evento contando com as Regras Unificadas do MMA, pois permitia cotoveladas com o lutador ao chão.
Em 21 de março, Conor Heun desistiu da luta com James Terry devido a uma lesão. Josh Thornburg ficou no lugar de Heun.
Em 28 de março foi anunciado que Satoshi Ishii não havia conseguido visto para entrar no país, sendo cortado de sua luta.
O evento teve cerca de 214,000 telespectadores pela Showtime.

## Bolsas
Lista anunciada de bolsas pagas aos lutadores: 
Card Principal
- Justin Wilcox, $8,000 + $8,000 (bônus de vitória) = $16,000 def. Rodrigo Damm, $15,000
- Caros Fodor, $5,000 + $5,000 (bônus de vitória) = $10,000 def. David Douglas, $2,500
- Lorenz Larkin, $2,000 + $2,000 (bônus de vitória) = $4,000 def. Scott Lighty, $2,000
- James Terry, $3,000 + $3,000 (bônus de vitória) = $6,000 def. Josh Thornburg, $2,000
- Damion Douglas, $1,000 + $1,000 (bônus de vitória) = $2,000 def. Wayne Phillips, $1,000

Card Preliminar
- Anthony Avila, $1,000 (sem bônus de vitória) def. Rafael Rios, $1,000
- Robert Escalante, $1,000 (sem bônus de vitória) def. Raul Sandoval, $1,000
- Tristan Arenal, $1,000 (sem bônus de vitória) def. Tom Peterson, $1,000
- Ronald Carillo, $1,000 (sem bônus de vitória) def. Adam Antolin, $1,000

## Ligações Externas
- Official Strikeforce site